# Đông Timor tại Đại hội Thể thao Đông Nam Á 2017
Đông Timor tham dự Đại hội Thể thao Đông Nam Á 2017 ở Kuala Lumpur, Malaysia từ ngày 19 đến ngày 30 tháng 8 năm 2017.

## Vận động viên tham dự
| Môn thể thao | Nam | Nữ | Tổng số |
| ------------ | --- | -- | ------- |
| Bơi lội      | 0   | 1  | 1       |
| Điền kinh    | 2   | 2  | 4       |
| Quyền Anh    | 4   | 0  | 4       |
| Bóng đá      | 20  | 0  | 20      |
| Karate       | 2   | 2  | 4       |
| Pencak silat | 2   | 0  | 2       |
| Taekwondo    | 2   | 2  | 4       |
| Bóng chuyền  | 9   | 0  | 9       |
| Cử tạ        | 2   | 0  | 2       |
| Tổng số      | 43  | 7  | 50      |

## Tóm tắt huy chương

### Huy chương theo môn thể thao
| Các huy chương theo môn thể thao | Các huy chương theo môn thể thao | Các huy chương theo môn thể thao | Các huy chương theo môn thể thao | Các huy chương theo môn thể thao |
| Môn thể thao                     | 1                                | 2                                | 3                                | Tổng số                          |
| -------------------------------- | -------------------------------- | -------------------------------- | -------------------------------- | -------------------------------- |
| Taekwondo                        | 0                                | 0                                | 3                                | 3                                |
| Tổng số                          | 0                                | 0                                | 3                                | 3                                |

### Huy chương theo ngày
| Các huy chương theo ngày | Các huy chương theo ngày | Các huy chương theo ngày | Các huy chương theo ngày | Các huy chương theo ngày | Các huy chương theo ngày |
| Thứ                      | Ngày                     | 1                        | 2                        | 3                        | Tổng số                  |
| ------------------------ | ------------------------ | ------------------------ | ------------------------ | ------------------------ | ------------------------ |
| -3                       | 16 tháng 8               | 0                        | 0                        | 0                        | 0                        |
| -2                       | 17 tháng 8               | 0                        | 0                        | 0                        | 0                        |
| -1                       | 18 tháng 8               | 0                        | 0                        | 0                        | 0                        |
| 0                        | 19 tháng 8               | 0                        | 0                        | 0                        | 0                        |
| 1                        | 20 tháng 8               | 0                        | 0                        | 0                        | 0                        |
| 2                        | 21 tháng 8               | 0                        | 0                        | 0                        | 0                        |
| 3                        | 22 tháng 8               | 0                        | 0                        | 0                        | 0                        |
| 4                        | 23 tháng 8               | 0                        | 0                        | 0                        | 0                        |
| 5                        | 24 tháng 8               | 0                        | 0                        | 0                        | 0                        |
| 6                        | 25 tháng 8               | 0                        | 0                        | 0                        | 0                        |
| 7                        | 26 tháng 8               | 0                        | 0                        | 0                        | 0                        |
| 8                        | 27 tháng 8               | 0                        | 0                        | 0                        | 0                        |
| 9                        | 28 tháng 8               | 0                        | 0                        | 1                        | 1                        |
| 10                       | 29 tháng 8               | 0                        | 0                        | 2                        | 2                        |
| 11                       | 30 tháng 8               | 0                        | 0                        | 0                        |                          |
| Tổng số                  | Tổng số                  | 0                        | 0                        | 3                        | 3                        |

### Danh sách các huy chương
| Huy chương | Tên                  | Môn thể thao | Nội dung           | Ngày                |
| ---------- | -------------------- | ------------ | ------------------ | ------------------- |
| Đồng       | Sonia Martins Soares | Taekwondo    | -46 kg Kyorugi nữ  | 28 tháng 8 năm 2017 |
| Đồng       | Ana Da Costa         | Taekwondo    | -49 kg Kyorugi nữ  | 29 tháng 8 năm 2017 |
| Đồng       | Nilton Lemos         | Taekwondo    | -58 kg Kyorugi nam | 29 tháng 8 năm 2017 |

## Bóng đá

### Nam
| VT | Đội         | ST | T | H | B | BT | BB | HS  | Đ  | Giành quyền tham dự     |
| -- | ----------- | -- | - | - | - | -- | -- | --- | -- | ----------------------- |
| 1  | Thái Lan    | 5  | 4 | 1 | 0 | 10 | 1  | +9  | 13 | Vòng đấu loại trực tiếp |
| 2  | Indonesia   | 5  | 3 | 2 | 0 | 7  | 1  | +6  | 11 | Vòng đấu loại trực tiếp |
| 3  | Việt Nam    | 5  | 3 | 1 | 1 | 12 | 4  | +8  | 10 |                         |
| 4  | Philippines | 5  | 2 | 0 | 3 | 4  | 10 | −6  | 6  |                         |
| 5  | Đông Timor  | 5  | 1 | 0 | 4 | 2  | 8  | −6  | 3  |                         |
| 6  | Campuchia   | 5  | 0 | 0 | 5 | 1  | 12 | −11 | 0  |                         |

| Việt Nam                                                         | 4–0      | Đông Timor |
| ---------------------------------------------------------------- | -------- | ---------- |
| Đoàn Văn Hậu 8', 41' · Hà Đức Chinh 20' · Nguyễn Công Phượng 72' | Chi tiết |            |

| Thái Lan     | 1–0      | Đông Timor |
| ------------ | -------- | ---------- |
| Worachit 59' | Chi tiết |            |

| Đông Timor | 0–1      | Indonesia   |
| ---------- | -------- | ----------- |
|            | Chi tiết | Marinus 22' |

| Campuchia | 0–1      | Đông Timor   |
| --------- | -------- | ------------ |
|           | Chi tiết | da Silva 57' |

| Đông Timor       | 1–2      | Philippines       |
| ---------------- | -------- | ----------------- |
| Rocha 45' (l.n.) | Chi tiết | Gayoso 10', 90+4' |

## Bóng chuyền

### Nam
Đội tuyển
Kết quả
| Đội tuyển  | Vòng sơ bộ            | Vòng sơ bộ | Bán kết           | Chung kết         | Hạng              |
| Đội tuyển  | Bảng B                | Hạng       | Bán kết           | Chung kết         | Hạng              |
| ---------- | --------------------- | ---------- | ----------------- | ----------------- | ----------------- |
| Đông Timor | Indonesia · B 0 – 3   | 4          | Không giành quyền | Không giành quyền | Không giành quyền |
| Đông Timor | Việt Nam · B 0 – 3    | 4          | Không giành quyền | Không giành quyền | Không giành quyền |
| Đông Timor | Philippines · B 0 – 3 | 4          | Không giành quyền | Không giành quyền | Không giành quyền |